# 호기심 많은 조지 3
《호기심 많은 조지 3》(영어: Curious George 3: Back to the Jungle)는 2015년 개봉된 미국의 애니메이션 영화이다. 《호기심 많은 조지》(2006)와 《호기심 많은 조지 2》(2009)의 속편이다.
《호기심 많은 조지 4》(2019)로 이어진다.

## 줄거리
우주 비행에 참여하게 된 조지는 아프리카에 불시착한다.

## 목소리 출연
- 프랭크 웰커 - 조지 역
- 제프 베넷 - 테드 역
- 존 굿맨 - 핼 휴스턴 역
- 앤절라 배싯 - 쿨린다 박사 역